# تپه شاهده
تپه شاهده مربوط به هزاره اول است و در شهرستان کردکوی، روستای اسلام آبادشاهده واقع شده و این اثر در تاریخ ۱۱ مهر ۱۳۸۳ با شمارهٔ ثبت ۱۱۱۸۰ به‌عنوان یکی از آثار ملی ایران به ثبت رسیده است.